# 兵庫県道427号坊勢島線
兵庫県道427号坊勢島線（ひょうごけんどう427ごう ぼうぜしません）は、兵庫県姫路市を通る一般県道である。

## 概要
姫路市家島町坊勢の家島諸島の坊勢島東部と北部を海岸沿いにつなぐ道路である。

### 路線データ
- 起点：兵庫県姫路市家島町坊勢
- 終点：兵庫県姫路市家島町坊勢
- 総延長：1.011 km

## 地理

### 通過する自治体
- 兵庫県
  - 姫路市

### 沿線
- 姫路市立坊勢中学校
- 姫路市立坊勢小学校